# Список дипломатичних місій в Узбекистані

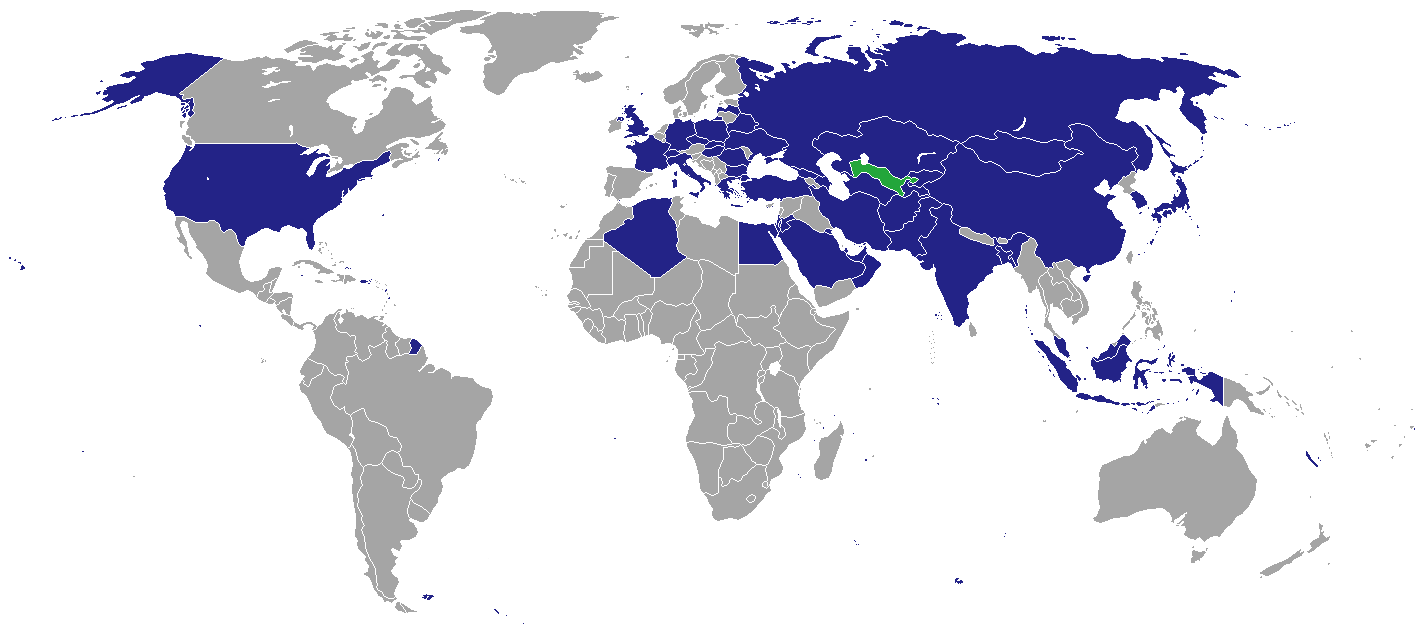
Карта дипломатичних місій в Узбекистані

Список дипломатичних місій в Узбекистані. В даний час в столиці Узбекистану Ташкенті відкрито 42 посольства.

## Посольства вТашкенті
| - Афганістан - Алжир - Азербайджан - Бангладеш - Білорусь - Болгарія - КНР - Чехія - Єгипет - Франція - Грузія - Німеччина - Ватикан - Індія - Індонезія - Іран - Ізраїль - Італія - Японія - Йорданія - Казахстан | - Кувейт - Киргизстан - Латвія - Північна Корея - Малайзія - Пакистан - Палестина - Польща - Румунія - Росія - Саудівська Аравія - Словаччина - Південна Корея - Швейцарія - Таджикистан - Туреччина - Туркменістан - Україна (Посольство України в Узбекистані) - Велика Британія - США - В'єтнам |

## Місії
- Європейський Союз

## Генеральні консульства/консульства
- ОАЕ
- Бельгія
- Канада
- Кіпр
- Нідерланди
- Словенія
- ПАР
- Іспанія